# ТЕС Роатан
16°20′48.5″ пн. ш. 86°28′3.0″ зх. д. / 16.346806° пн. ш. 86.467500° зх. д.
ТЕС Роатан – теплова електростанція, що діє на гондураському острові Роатан, розташованому в Карибському морі за півсотні кілометрів від материкового узбережжя країни. У другій половині 2010-х років в основному переведена на використання пропану.
Починаючи з 1993 року забезпечення острова електроенергією здійснювала компанія Roatan Electric Company (RECO), котра станом на 2008 рік мала в своєму розпорядженні чотири дизель-генератори фінської компанії Wartsila загальною потужністю 11 МВт.
В 2016 у тієї ж компанії замовили другу чергу із чотирьох генераторів типу 34SG-LPG потужністю по 7 МВт. Особливістю нового проекту, котрий вартував 30 млн доларів США, стала його орієнтація на використання пропану, пропозиція якого постійно зростала з плином у США «сланцевої революції». Втім, за необхідності та наявності відповідного постачання ці ж генератори зможуть працювати також на етані і метані.
Залишкове тепло від роботи однієї з 7-мегаватних установок використовуватиметься для опріснення 10 тисяч галонів води на добу.